# (46610) Bésixdouze
Pour les articles homonymes, voir B612.
(46610) Bésixdouze est un astéroïde de la ceinture principale.

## Description
(46610) Bésixdouze est un astéroïde de la ceinture principale découvert le 15 octobre 1993 par Kin Endate et Kazurō Watanabe.

## Nom
L'astéroïde a été nommé d'après le nom de la planète du Petit Prince d'Antoine de Saint-Exupéry : B 612,. B612 est en effet l'écriture hexadécimale du numéro de cet astéroïde : 46610.
Le 22 septembre 2002, l'astronome amateur français José Frendelvel suggère au comité de dénomination des petits corps célestes que l'astéroïde soit renommé Petit Prince ou B612. Brian Marsden, président du comité répondit que le premier nom était déjà utilisé pour la lune de (45) Eugenia (nommée en l'honneur de l'impératrice Eugénie et sa lune en l'honneur du prince impérial) et que la deuxième suggestion n'était pas utile car les chiffres ne sont pas autorisés dans les noms d'astéroïdes. Il a proposé Besixtwelve ou, mieux encore, Bésixdouze. Après consultation des découvreurs japonais, l'astéroïde a été renommé.[réf. nécessaire]